# Kuźnica Zagrzebska
Kuźnica Zagrzebska – wieś w Polsce położona w województwie łódzkim, w powiecie sieradzkim, w gminie Klonowa.
| SIMC    | Nazwa | Rodzaj    |
| ------- | ----- | --------- |
| 0704557 | Piła  | część wsi |

Kuźnica Brąszowska (Kuźnica Zagrzebska) była wsią królewską (tenutą) w powiecie sieradzkim województwa sieradzkiego w końcu XVI wieku. W latach 1954–1957 wieś należała i była siedzibą władz gromady Kuźnica Zagrzebska, po jej zniesieniu w gromadzie Klonowa. W latach 1975–1998 miejscowość administracyjnie należała do województwa sieradzkiego.
3 września 1939 żołnierze Wehrmachtu dokonali zbrodni na ludności wsi. Zamordowali 4 mieszkańców.